# قاتل (فیلم ۲۰۰۶)
قاتل (به هندی: The Killer) یا آدمکش فیلمی محصول سال ۲۰۰۶ و به کارگردانی حسنین حیدرآباد والا و راکیش میستری است. در این فیلم بازیگرانی همچون عمران هاشمی، پریانکا کوتاری، عرفان خان، بهاراتی آچرکار، ذاکر حسین ایفای نقش کرده‌اند.